# 山北宣久
山北 宣久（やまきた のぶひさ、1941年（昭和16年）4月1日 - ）は、日本基督教団の牧師。総会議長を4期務めた。元青山学院院長。

## 略歴
東京都に生まれる。立教大学文学部キリスト教学科卒業、東京神学大学大学院を卒業。1975年に日本基督教団聖ヶ丘教会牧師に就任（2011年退任
）。2009年日本プロテスタント宣教150周年記念大会実行委員長。2010年世界宣教東京大会名誉会長。
2002年に日本基督教団総会議長に選出され、2010年まで4期務めた。この間、日本宗教連盟理事長も務めている。2010年に青山学院院長に就任し、2014年6月末に退任。
2010年1月26日 日本基督教団総会議長として教団常議員北村慈郎牧師に対し教団史上初の免職戒規処分を行う。
現在、日本宗教連盟理事。

## 人物
- 毀誉褒貶相半ばし、スキャンダルを仕掛けられたこともあった。

- キリスト教系の新宗教であるセブンスデー・アドベンチスト教会の書籍において、アドベンチスト教会を「兄弟姉妹」と表現し、この教会の支持・推薦を表明している[3]。

## 著書

### 単著
- 『昨日も今日もいつまでも』横手聖書学舎、1990年8月。
- 『みこゝろを地に』横手聖書学舎、1990年8月。
- 『福音のタネ笑いのネタ』教文館、2000年4月。ISBN 9784764260115。
- 『おもしろキリスト教 Q&A77』教文館、2001年9月。ISBN 9784764263772。
- 『それゆけ伝道 元気の出るエッセイ100』教文館、2002年9月。ISBN 9784764263840。
- 『愛の祭典 クリスマスアンソロジー』教文館、2003年10月。ISBN 9784764260160。
- 『きょうは何の日？ キリスト教365日』教文館、2003年12月。ISBN 9784764263932。
- 『福音と笑いこれぞ福笑い』教文館、2004年12月。ISBN 9784764260214。
- 『おもしろキリスト教質問箱「Q&A77」』教文館、2006年2月。ISBN 9784764264106。
- 『天笑人語』日本キリスト教団出版局、2015年1月。ISBN 9784818409095。
- 『一笑懸命』日本キリスト教団出版局、2015年9月。ISBN 9784818409262。